# The Ragpicker's Dream
The Ragpicker's Dream es el tercer álbum de estudio del músico británico Mark Knopfler, publicado por la compañía discográfica Mercury Records en septiembre de 2002.

## Composición
El álbum es una colección de canciones compuestas desde el punto de vista de hombres itinerantes pobres pero dignos, luchando por salir adelante en la vida y a menudo disfrutando de pequeños triunfos. Knopfler otorga una impronta folk a todo el álbum sin un uso abundante de la guitarra acústica. La primera canción, «Why Aye Man», fue utilizada como tema de cabecera en la tercera temporada de Auf Wiedersehen, Pet, que fue estrenada en 2002. el álbum contiene también varias referencias al Nordeste de Inglaterra, incluyendo el pueblo de Tow Law en «Hill Farmer's Blues».

## Diseño de portada
La portada de The Ragpicker's Dream muestra una fotografía en blanco y negro de un hombre y una mujer bailando en una cocina. La fotografía fue realizada por Elliott Erwitt y se titula «Spain, Valencia, 1952, Robert and Mary Frank». La foto también fue utilizada como portada de dos novelas: The Marriage Artist de Andrew Winer (2010) y Ancient Light de John Banville (2012).

## Recepción
En su reseña para Allmusic, Hal Horowitz otorgó al álbum tres de cinco estrellas y lo definió como «un agradable esfuerzo, con clase y a menudo inspirado cuyos encantos sin pretensiones se aprecian mejor después de repetidas escuchas». Horowitz concluyó diciendo: «El riff memorable que alimentó el material de Dire Straits ha sido descartado por un enfoque más pastoral, haciendo de éste un álbum perfecto para una lluviosa mañana de domingo. Al igual que su proyecto paralelo Notting Hillbillies, no es del todo acústico, pero sin embargo hay un énfasis en acompañamientos acústicos a sus predominantes baladas. En lugar de dejar espacio para sus solos tradicionales, Knopfler teje su guitarra entre las palabras. Esto infunde una calidad tensa y nerviosa incluso en los temas más bucólicos».

## Lista de canciones
Todas las canciones escritas y compuestas por Mark Knopfler. 
| N.º | Título                          | Duración |  |
| 1.  | «Why Aye Man»                   | 6:14     |  |
| 2.  | «Devil Baby»                    | 4:05     |  |
| 3.  | «Hill Farmer's Blues»           | 3:45     |  |
| 4.  | «A Place Where We Used to Live» | 4:34     |  |
| 5.  | «Quality Shoe»                  | 3:56     |  |
| 6.  | «Fare Thee Well Northumberland» | 6:29     |  |
| 7.  | «Marbletown»                    | 3:33     |  |
| 8.  | «You Don't Know You're Born»    | 5:20     |  |
| 9.  | «Coyote»                        | 5:56     |  |
| 10. | «The Ragpicker's Dream»         | 4:20     |  |
| 11. | «Daddy's Gone to Knoxville»     | 2:48     |  |
| 12. | «Old Pigweed»                   | 4:34     |  |

| Disco extra (edición limitada) |                                                                                            |          |  |
| N.º                            | Título                                                                                     | Duración |  |
| 1.                             | «Why Aye Man» (En directo desde el Shepherds Bush Empire de Londres, 23 de julio de 2002)  | 6:48     |  |
| 2.                             | «Quality Shoe» (En directo desde el Shepherds Bush Empire de Londres, 23 de julio de 2002) | 4:01     |  |
| 3.                             | «Sailing to Philadelphia» (En directo desde el Massey Hall de Toronto, 3 de mayo de 2001)  | 7:18     |  |
| 4.                             | «Brothers in Arms» (En directo desde el Massey Hall de Toronto, 3 de mayo de 2001)         | 9:03     |  |
| 5.                             | «Why Aye Man» (Video)                                                                      | 6:48     |  |

## Personal
| Músicos - Mark Knopfler: voz y guitarra - Richard Bennett: guitarras - Jim Cox: piano y órgano Hammond - Guy Fletcher: teclados y coros (8) - Glenn Worf: bajo - Chad Cromwell: batería - Glen Duncan: violín (11) - Paul Franklin: pedal steel guitar (3,5,10) - Mike Henderson: armónica (6) - Jimmy Nail: coros (1) - Tim Healy: coros (1) | Equipo técnico - Mark Knopfler: productor - Chuck Ainlay: productor, ingeniero de sonido y mezclas - John Saylor: ingeniero - Jon Bailey: ingeniero - Jake Jackson: ingeniero - Tony Cousins: masterización - Stephen Walker: dirección artística - Neil Kellerhouse: diseño - Elliot Erwitt: fotografía de portada - Ken Sharp: fotografía - North Bank Fred: fotografía |

## Posición en listas
| País              | Lista                   | Posición |
| ----------------- | ----------------------- | -------- |
| Alemania          | Media Control Chart     | 4        |
| Australia         | ARIA Albums Chart       | 45       |
| Austria           | Ö3 Austria Top 40       | 9        |
| Bélgica (Flandes) | Ultratop 200 Albums     | 4        |
| Dinamarca         | Denmark Albums Chart    | 7        |
| Estados Unidos    | Billboard 200           | 38       |
| España            | Promusicae Albums Chart | 2        |
| Finlandia         | Finnish Albums Chart    | 7        |
| Francia           | SNEP Albums Chart       | 4        |
| Italia            | Italian Albums Chart    | 5        |
| Noruega           | VG-lista Top 40 Albums  | 1        |
| Países Bajos      | Mega Albums Chart       | 2        |
| Polonia           | Poland Albums Chart     | 14       |
| Portugal          | Portugal Albums Chart   | 8        |
| Reino Unido       | UK Albums Chart         | 7        |
| Suecia            | Sweden Albums Chart     | 5        |
| Suiza             | Hit Parade Top 100      | 5        |

## Certificación
| Organización      | Certificación | Fecha                 |
| ----------------- | ------------- | --------------------- |
| BPI – Reino Unido | Plata         | 11 de octubre de 2002 |
| IFPI – Suiza      | Oro           | 2002                  |
| SNEP – Francia    | Oro           | 11 de junio de 2003   |